# 锯齿明镖水蚤
锯齿明镖水蚤（学名：Heliodiaptomus serratus）为镖水蚤科明镖水蚤属的动物，是中国的特有物种。分布于广东、广西、湖北、江苏等地，常生活于温暖地区的湖泊和小河中。